# Calamus pennatula
Calamus pennatula es una especie de peces de la familia Sparidae en el orden de los Perciformes.

## Morfología
• Los machos pueden llegar alcanzar los 37 cm de longitud total.

## Distribución geográfica
Se encuentra en las  costas del  Atlántico occidental: desde Bahamas hasta el Brasil, incluyendo el sur del Golfo de México  y el Mar Caribe.